# لنا اندره
لنا اندره (به سوئدی: Lena Endre) (زادهٔ ۸ ژوئیهٔ ۱۹۵۵) یک هنرپیشه اهل سوئد است.
از فیلم‌ها یا برنامه‌های تلویزیونی که وی در آن نقش داشته‌است می‌توان به دختری با خالکوبی اژدها، استاد، در حضور یک دلقک، بی‌وفا، دختری که با آتش بازی کرد، بهترین نیات، دختری که به لانه زنبور لگد زد، فرشته، لیمبو، با هر تپش قلب اشاره کرد.